# Fulmarus
Fulmarus Stephens, 1826 è un genere di uccelli marini della famiglia Procellariidae.

## Etimologia
Il nome del genere deriva dal norreno Fúlmár che significa "gavina marcia" o "gabbiano marcio" a causa dell'abitudine di rigurgitare una sostanza oleosa  dall'odore disgustoso. 

## Tassonomia
Il genere Fulmarus comprende due specie:
- Fulmarus glacialis (Linnaeus, 1761) – fulmaro boreale
- Fulmarus glacialoides (A.Smith, 1840) – fulmaro australe